# Pacifiphantes
Pacifiphantes es un género de arañas araneomorfas de la familia Linyphiidae. Se encuentra en la zona holártica. 

## Lista de especies
Según The World Spider Catalog 12.0:
- Pacifiphantes magnificus (Chamberlin & Ivie, 1943)
- Pacifiphantes zakharovi Eskov & Marusik, 1994